# George Meredith
George Meredith (Portsmouth, Anglaterra, 12 de febrer de 1828 - Box Hill, Anglaterra, 18 de maig de 1909) fou un novel·lista i poeta anglès de l'època victoriana.

## Llista d'obres

### Assaig
- Essay on Comedy (1877)

### Novel·la
- The Shaving of Shagpat (1856)
- Farina (1857)
- The Ordeal of Richard Feverel (1859)
- Evan Harrington (1861)
- Emilia in England (1864), republicat com a Sandra Belloni el 1887
- Rhoda Fleming (1865)
- Vittoria (1867)
- The Adventures of Harry Richmond (1871)
- Beauchamp's Career (1875)
- The House on the Beach (1877)
- The Case of General Ople and Lady Camper (1877)

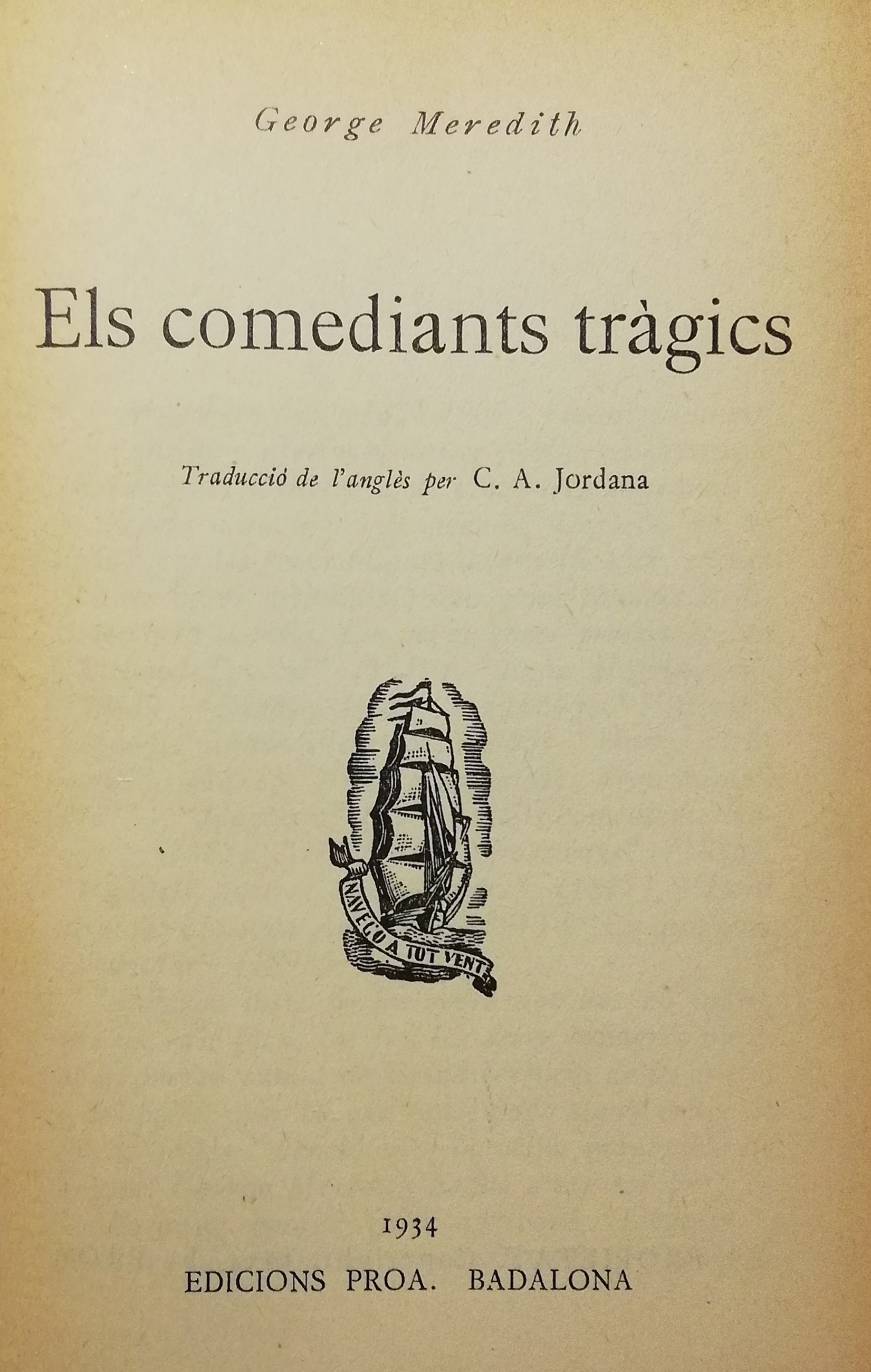
The Tragic Comediants (Els Comediants Tràgics) de George Meredith, traduïda al català i publicada a Badalona l'any 1934 dins la col·lecció A Tot Vent

- The Tale of Chloe (1879)
- The Egoist (1879)
- The Tragic Comedians (1880)
- Diana of the Crossways (1885)
- One of our Conquerors (1891)
- Lord Ormont and his Aminta (1894)
- The Amazing Marriage (1895)
- The Tragic Comediants (Els Comediants Tràgics) de George Meredith, traduïda al català i publicada a Badalona l'any 1934 dins la col·lecció A Tot Vent Celt and Saxon (1910)

### Poesia
- Poems (1851)
- Modern Love (1862)
- Poems and Lyrics of the Joy of Earth (1883)
- The Woods of Westermain (1883)
- A Faith on Trial (1885)
- Ballads and Poems of Tragic Life (1887)
- A Reading of Earth (1888)
- The Empty Purse (1892)
- Odes in Contribution to the Song of French History (1898)
- A Reading of Life (1901)
- Last Poems (1909)
- Lucifer in Starlight